# 柴田浩一
柴田 浩一（しばた こういち、1946年 - 2020年3月31日）は、日本のジャズ・プロデューサー。専門はジャズ、イベント企画・構成、ラジオ番組構成。横浜ジャズプロムナードのディレクター。NHKよこはまFM「FMサウンドクルーズ」：水曜パーソナリティ。横浜JAZZ協会常任理事。

## 経歴
横浜市西区出身。1946年、鉄工所経営者の長男として生まれる。横浜市立平沼小学校、日本大学中学校、日本大学高等学校を経て日本大学法学部経営法学科を卒業。
中学時代にジャズと出逢い、高校生になってジャズ・コンサートに通いつめる。1964年、初来日のデューク・エリントンのコンサートに行き衝撃を受けて以来、エリントンの研究及びレコード収集を続け、現在は日本有数のエリントンのコレクターでもある。
日本大学に入学後、日本大学初のジャズ研究会を設立し初代会長に就任。横浜野毛町の伝説のジャズ喫茶「ちぐさ」のカウンターに入りジャズを聴きまくる。
卒業後、横浜JAZZ協会設立に参画。メセナとして企業協賛による無料コンサートを50回以上主催した。そのアーティストは綾戸智絵、ジョージ大塚、山本剛、本田竹弘などを始め、高木東六、中田喜直まで多岐にわたる。

## 横濱JAZZプロムナード・その他のイベント
1993年スタート「横濱JAZZプロムナード」の広報担当に就任。2003年にはアーティスティック・ディレクター（芸術監督）に就任。現在では毎年2日間の開催ながらミュージシャン1500人以上、観客数10数万人を動員する、日本屈指のジャズ・イベントに成長している。
その他、朝日カルチャー・スクール講座、相模湖ジャズ・ホリデーの企画・立案など市役所、区役所や組合などのジャズ講座多数。
2003年から手がけたFM江戸川「琥珀色のとき」は好評を得、その後「ワイン色の手帖」とタイトルを変えつつも7年半、388回を数えた。現在も再放送中。
2005年、横浜コンテンポラリー音楽院のジャズ講座「ジャズの歴史」がスタート。
また、2008年に始まったNHKよこはまFM『サウンド☆クルーズ』（毎週水曜日18:00-19:00）では、解りやすい解説が多くの聴取者に支持され、今年で5年目に突入した。　
更に、東日本大震災の被災地の子供たちの音楽活動を支援するチャリティー・コンサート「ヨコハマから届けよう、ジャズの元気」では構成と司会を務めNHKより全国に放送されている。
2011年、ジャパンエフエムネットワークで「モダン・ジャズ25選」が4日間、計12時間の枠で全国放送。また、長年のジャズ普及活動に対し、2011年に「NHK関東甲信越地域放送文化賞」を受賞した。
2012年、神奈川県立歴史博物館企画展「ヨコハマ・ヨコスカ・ストーリー」記念講演＋監修。
2012年度のBankARTスクール「ヨコハマとジャズ」の監修。
横濱JAZZプロムナードが第16回ふるさとイベント大賞の選考委員特別賞を受賞。併せてジャズ専門誌「ジャズ・ジャパン」のアワード2012のベスト・ライブ・パフォーマンス部門に輝く。
「ちぐさ」復活プロジェクトや「ちぐさ応援クルーズ」の監修も務める。
座間市立図書館では、盟友である作家平岡正明の後を受けジャズ講座の講師を務め、2012年からは映画音楽研究者でもあるTBSの関谷浩至と講座「映画とジャズ」を開催。関谷との掛け合いが人気を博し毎回満員札止めの人気を呼んだ。。
BankARTスクールOBを中心としたジャズ講座「All About Jazz」が2013年5月に「リトルジョン」にて開講、講師を務める。
1994年に横浜のイベントプロデューサー福田豊によって始められた野毛大道芝居は作家の平岡正明や荻野アンナ、彫刻家秋山祐徳太子、元横浜市長の高秀秀信他、市民が多数参加したが、第2回の野毛大道芝居に役者として参加。TBSの関谷浩至の後を受け第5回より最後の第11回までは座付作者として脚本を担当。俳優の高橋長英座長不在の時は演出も手がけた。
2020年3月31日、食道癌のため横浜市内の病院で死去。73歳没。

## 著書および連載
- 「デューク・エリントン」2008  愛育社日本人が執筆した初のデューク・エリントン研究書[9]。
- 「日本のジャズは横浜から始まった JAPANESE JAZZ HISTORIA」2015 瀬川昌久と共著。CHIGUSA Records 編。
- 「ビッグバンド大辞典」2019　愛育出版。

横浜市市民局広報課が発行している季刊誌「横濱」に“横濱ジャズ”を2年にわたり計8回連載。